# Changzhong Lu
Changzhong Lu (chiń. 场中路站站) – stacja metra w Szanghaju, na linii 7. Zlokalizowana jest pomiędzy stacjami Shangda Lu i Dachang Zhen. Została otwarta 5 grudnia 2009.